# Атрибуція (психологія)
Атрибуція — в соціальній психології це процес, у якому люди пояснюють причини поведінки або подій. Теорія атрибуції — це вчення про різні моделі, які намагаються пояснити ці процеси. Психологічні дослідження атрибуції почалися з роботи Фріца Хайдера, якого часто називають «батьком теорії атрибуції», впродовж початку 20 століття.

## Теорії

### Психологія здорового глузду
У своїй головній праці Психологія міжособистісних взаємин (1958) Фріц Хайдер намагався дослідити природу міжособистісних взаємин, і дотримувався концепції того, що він назвав «здоровий глузд» або «наївна психологія». У своїй теорії він вірив, що люди спостерігають, аналізують і пояснюють поведінку певним чином. Хоча люди мають різні пояснення для подій людської поведінки, Хайдер вважав дуже корисним групувати ці пояснення в дві категорії: внутрішні (диспозиційні) і зовнішні (ситуативні) атрибуції. В разі внутрішньої атрибуції, причина поведінки приписується характеристикам індивіду, таким як вміння, особистість, настрій, зусилля, ставлення, або схильність. У разі ж зовнішньої диспозиції, причина даної поведінки приписується ситуації, в який ця поведінка була проявлена, наприклад завданню, іншим людям, або вдачі (тобто індивід вчинив певним чином внаслідок дії на нього оточення або соціальної ситуації). Ці два типи атрибуції призводять до значної відмінності у сприйнятті індивіда, залученого в певній ситуації.

### Коваріаційна модель
Принцип коваріації стверджує, що люди приписують поведінку певним факторам, які проявляються під час поведінки. Таким чином, теорія припускає, що люди здійснюють каузальні атрибуції раціонально та логічно, і що вони приписують причину дії до фактору, який тісно коваріюється з нею. Коваріаційна модель атрибуції Гарольда Келлі фокусується на трьох основних факторах, з яких робиться атрибуційне рішення про поведінку індивіда:
- Консенсус — описує, наскільки подібно реагують інші люди в такій самій ситуації. Консенсус високий, якщо подібно реагують багато людей і низький — якщо мало.
- Відмінність — описує, чи поведінка є реакцією на специфічний стимул. Відмінність висока, якщо людина поводиться подібним чином тільки в деяких ситуаціях, і низька — якщо людина так поводиться в багатьох інших ситуаціях.
- Консистентність — описує, наскільки відтворюваною є поведінка людини в подібних ситуаціях.

Келлі припускає, що людина пов'язує фактори з поведінкою таким чином (табл.):
|                               | Консенсус           | Відмінність       | Консистентність |
| ----------------------------- | ------------------- | ----------------- | --------------- |
| Внутрішня атрибуція (Діяч)    | низький             | низька            | висока          |
| Зовнішня атрибуція (Ситуація) | високий             | висока            | висока          |
| Виняток                       | високий або низький | висока або низька | низька          |
При низькій консистенції дії людини будуть сприйняті як виняток.
При високій консистенції оцінка залежатиме від наступного:
- Низький консенсус і низька відмінність призводять до внутрішньої атрибуції (поведінки спричинена діячем)
- Високий консенсус і висока відмінність призводять до зовнішньої атрибуції (поведінка спричинена ситуацією)[6]

Приклад
Клієнт лишає в ресторані багато чайових. Для того, щоб зрозуміти, чому він так робить, потрібно зрозуміти наступне:
- Чи клієнт регулярно лишає багато чайових. Якщо ні, то це Виняток, якщо так:
- Чи інші клієнти лишають так само багато чайових і
- Чи клієнт лишає чайові тільки в певних ситуаціях

Оцінка цієї інформації дозволяє зрозуміти бажаний причинно-наслідковий зв'язок. Якщо клієнт лишає багато чайових в різних ситуаціях (низька Відмінність), а інші клієнти не лишають багато чайових (низький Консенсус) — ймовірно поведінка зумовлена самим клієнтом. Якщо ж клієнт лишає багато чайових тільки в цьому ресторані, і інші клієнти роблять так само, причина цієї поведінки лежить у ситуації — природі ресторану.

## Упередження та помилки

### Фундаментальна помилка атрибуції
Фундаментальна помилка атрибуції описує тенденцію надавати більшої ваги диспозиційним або ж особистісним поясненням в оцінках поведінки, недооцінюючи ситуаційні пояснення. Фундаментальна помилка атрибуції найпомітніша в оцінці або поясненні людини поведінки інших людей. Наприклад, якщо людина має надмірну вагу, перше припущення буде таким, що у цієї людини проблема з переїданням, або ж вона лінива, а не таким, що у людини є якесь захворювання, яке спричиняє надмірну вагу.